# Conservatorio Nacional de Artes y Oficios
El  Conservatorio Nacional de Artes y Oficios (en francés: CNAM, Conservatoire National des Arts et Métiers) es un gran establecimiento francés, es decir, una institución pública original de enseñanza superior adscrita al Ministerio de educación e investigación galo (como también lo son las Grandes Escuelas, el Collège de France o el Observatorio de París). Tiene su sede principal en el III Distrito de la capital francesa y cuenta con su propio museo, el Museo de Artes y Oficios (Musée des Arts et Métiers), cerca de la estación de metro de Arts et Métiers, que fue acondicionada en 1994 como una introducción al mismo, con motivo del bicentenario del Conservatorio.
Así pues, el CNAM fue fundado en plena Revolución francesa el 10 de octubre de 1794, por el abate Henri Grégoire; un abate juramentado, que hizo abolir la esclavitud en ese mismo año. En principio pensado como un lugar en el que se pudiera mostrar “el empleo de las herramientas y las máquinas útiles para las artes y los oficios”, el establecimiento cambió de rumbo cuando, en 1819, el gobierno le encomendó que se dedicara a la “enseñanza pública y gratuita de las ciencias y las artes industriales. Charles Dupin creó, entonces, la primera cátedra para el aprendizaje de la mecánica aplicada a las artes. Desde ese momento, esta institución de enseñanza superior atípica conservó su originalidad: abierta a todos, diversificó sus materias, desarrolló la investigación en los campos más innovadores y conserva un rico patrimonio de la historia, la ciencia y la técnica. La heterogeneidad de los alumnos que acoge, tanto para iniciarse en la formación, como para continuar en la misma, encuentra cubiertas todas las disciplinas en todos los campos de las ciencias y de las técnicas que van, desde la química hasta la informática, pasando por la sociología del trabajo y la economía industrial, lo que la convierte en una institución única en el panorama de la enseñanza superior francesa.
Se imparten, principalmente, cursos para adultos en formación continua, cursos a distancia, cursos nocturnos… lo que permite obtener numerosos diplomas, incluido el de ingeniero. Se practican, también, actividades de investigación científica e industrial.
Esta institución está implantada en más de 150 ciudades de Francia y en el extranjero.
Arthur Morin fue su director en 1852
Con su triple misión de: formación, investigación y de difusión de la cultura científica y técnica, esta institución se sitúa en el centro de otras nuevas exigencias: desarrollar sus competencias de forma permanente, difundir los conocimientos, comunicarse por medio de la red, innovar juntos… El nuevo contrato de desarrollo que el CNAM ha firmado con el Estado en julio de 2004 reafirma, de manera inequívoca, la actualidad de esta misión puesta al servicio de la formación de las personas y de toda la colectividad.

## Objetivo
El CNAM es una institución pública del Estado de carácter científico, cultural y profesional, dotado con el estatuto de “gran institución”. Puesto bajo la tutela del Ministerio de Enseñanza superior, tiene tres objetivos:
- Formación a lo largo de la vida
- Investigación tecnológica e innovación
- Difusión de la cultura científica y técnica

## Difusión
El CNAM lleva a cabo este triple objetivo, en el seno de la colectividad, gracias a su presencia en todo el conjunto del territorio francés, así como en el extranjero:
- 150 centros de formación en la metrópoli y en los territorios de ultramar, reagrupados en torno a los 28 centros regionales:
- 2 centros asociados al Líbano (desde 1970) y en España desde 2002
- 32 países de Europa, en Magreb, en África, en el Oriente próximo, en Asia y en América Latina
- 88 000 inscritos en el mundo (2006)

## Organización: 4 sectores
Para mejorar la lectura de su oferta de servicios, modernizar su gestión y favorecer el desarrollo de las acciones transversales, el CNAM está organizado en cuatro sectores de enseñanza e investigación:
- Ciencias y técnicas industriales: Química, Alimentación, Salud y medio ambiente, Materiales, Energética, Electrotécnica, Mecánica, Acústica, Aerodinámica, Ingeniería, Construcción, Geotécnica, Medidas

- Ciencias y tecnologías de Información y de Comunicación: Electrónica, Automática, Documentación, Informática, Matemáticas

- Economía y gestión: Seguros, Banca, Logística, Transportes, Turismo, Urbanismo, Ordenación territorial, Gestión de colectividades locales, Contabilidad, Controles y audit, Comercio, Marketing, Compras, Ventas, Gestión y desarrollo de la salud, Management, Economía y comercio internacional, Derecho empresarial, Innovación y prospectiva

- Trabajo y sociedad: Ergonomía, Handicap, Derecho social, Recursos humanos, Organizaciones, Psicología laboral, Psicoanálisis y orientación, Comunicación, Sociología, Asistencia y protección social

## Formación
El CNAM está dedicado a la formación continua, proporcionando, a cada uno, los medios para formarse en cada momento de su carrera.
Diplomas, ensayos, concesiones de licencias, procesos de innovación, transmisión de tecnologías, desarrollo de empresas:
- 23 equipos de investigación y 25 DEA habilitados
- 250 licenciados acogidos y 900 tesis de ingeniería anuales
- 7 M€ de contratos R&D por año

## Cultura científica y técnica
El plan nacional de difusión de la cultura científica y técnica define esta misión cultural como una prioridad. El CNAM y su Museo de las artes y oficios son sus soportes principales:
- 300 reuniones, exposiciones y conferencias públicas
- 50.000 participantes en las conferencias
- 200.000 visitantes al Museo de Artes y Ciencias

## Museo de Artes y Ciencias

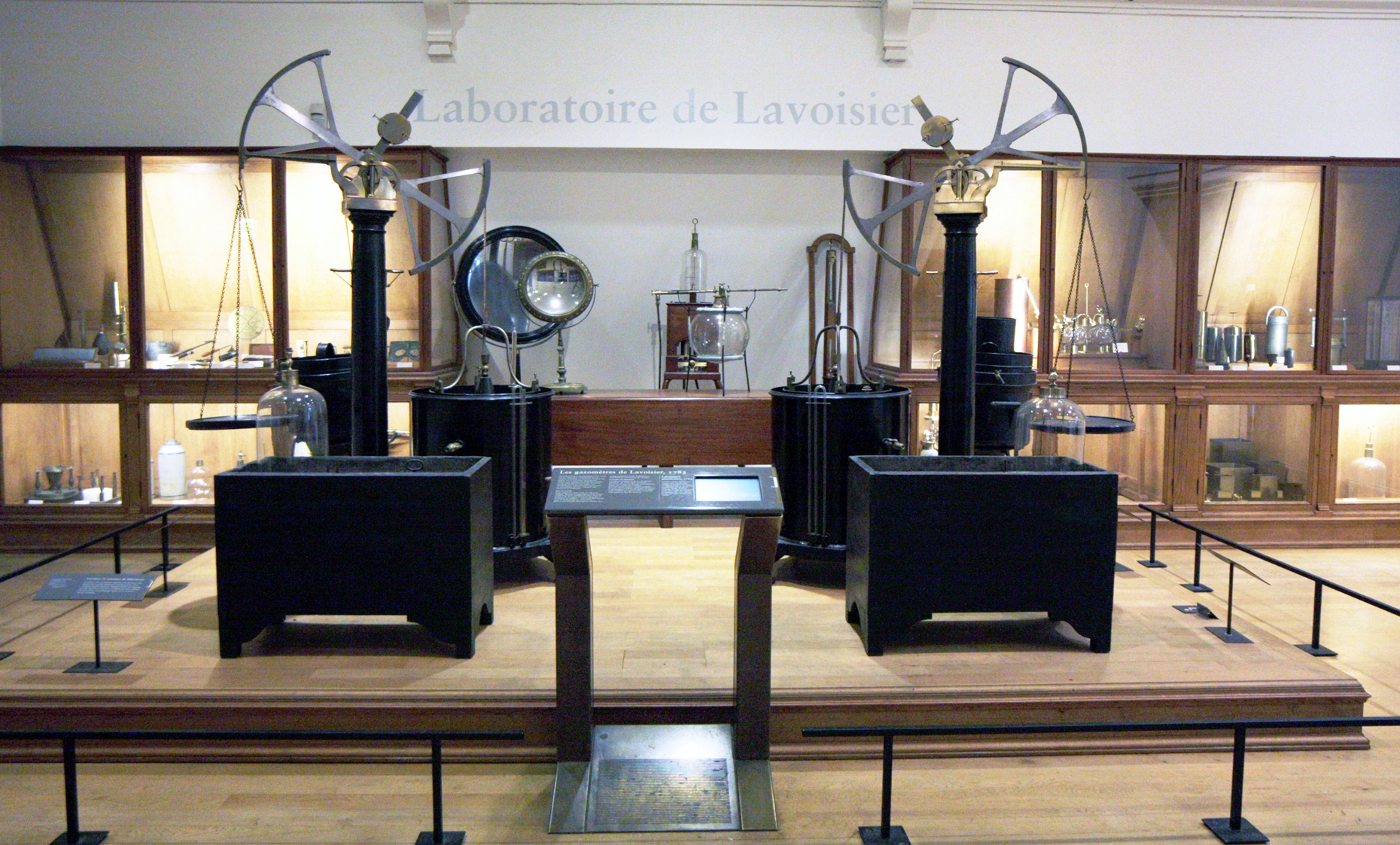
Laboratorio de Lavoiser, Museo de Artes y Ciencias, París

Desde su fundación, el Museo de Artes y Oficios ha sido ubicado en la rue Réaumur pero experimentó una renovación importante en 1990 que incluye un edificio adicional junto a la abadía.
El Museo tiene más de 80.000 objetos y 15.000 dibujos de colección, de los cuales unos 2.500 están en exhibición en París. Entre su colección esta una versión original del péndulo de Foucault, el modelo original de la estatua de la libertad, algunos de los primeros planos de Clément Ader y  de Louis Blériot, la Pascalina y el Laboratorio de Lavoiser.